# Dean Collins
Dean Richard Collins (Los Angeles, 30 de maio de 1990) é um ator e cantor norte-americano. Mais conhecido por seu personagem Mike Gold na série de TV da FOX, The War at Home.

## Biografia
Collins nasceu na Califórnia, ele mora com seus pais, seus dois irmãos mais velhos e uma irmã mais nova. Um de seus irmãos, Blake Collins, é cantor e compositor profissional. Dean é o melhor amigo do também ator Logan Lerman. Os dois se conheceram no set de Jack & Bobby e nas horas vagas, eles faziam curtas-metragens, onde atuavam e dirigiam. Os vídeos são enviados para o site de vídeos YouTube sob o nome da conta conjunta "monkeynuts1069". Dean também tinha uma banda com o amigo Logan e outro amigo chamado Daniel Pashman, a banda chamava-se Indigo.
Dean fez papéis recorrentes em séries como MADtv e Jack & Bobby, como Warren Feide. Ele atuou como "Harry Beardsley" no filme Os Seus, os Meus e os Nossos de 2005 e como "Garrett" no filme Hoot de 2006.
Atualmente Dean e Daniel estão em outro projeto musical chamado Pacific, juntamente com outros três músicos Erik Groysman, Gray Bashew, e Blake Collins, seu irmão. Suas músicas podem ser conferidas aqui https://soundcloud.com/pacifictheband. Novas três músicas estão á lançar.

## Filmografia
| Ano  | Filme                        | Papel           |
| ---- | ---------------------------- | --------------- |
| 2012 | The Scribe                   | Rudy Parks      |
| 2008 | The Least of These           | Travis          |
| 2008 | Untitled Dave Caplan Pilot   | Hunter          |
| 2006 | Hoot                         | Garrett         |
| 2005 | Os Seus, os Meus e os Nossos | Harry Beardsley |

## Televisão
| Ano       | Título          | Papel          | Notas        |
| --------- | --------------- | -------------- | ------------ |
| 2010      | Community       | Scott Waugh    | 1 episódio   |
| 2008      | Without a Trace | Corey Pickford | 1 episódio   |
| 2007-2005 | The War at Home | Mike Gold      | 44 episódios |
| 2005-2004 | Jack & Bobby    | Warren Feide   | 11 episódios |
| 2000-1999 | MADtv           | Ernie          | 4 episódios  |

## Prêmios e indicações
| Ano  | Resultado | Premiação          | Indicação                                              |
| ---- | --------- | ------------------ | ------------------------------------------------------ |
| 2012 | Vencedor  | Run Film Festival  | Melhor Ator / Por: The Scribe                          |
| 2008 | Indicado  | Young Artist Award | Melhor performance / Por: The War at Home              |
| 2007 | Indicado  | Young Artist Award | Melhor performance / Por: The War at Home              |
| 2006 | Indicado  | Young Artist Award | Melhor performance / Por: Os Seus, os Meus e os Nossos |